# Hôtel des Tournelles
Ne doit pas être confondu avec Château de la Tournelle.

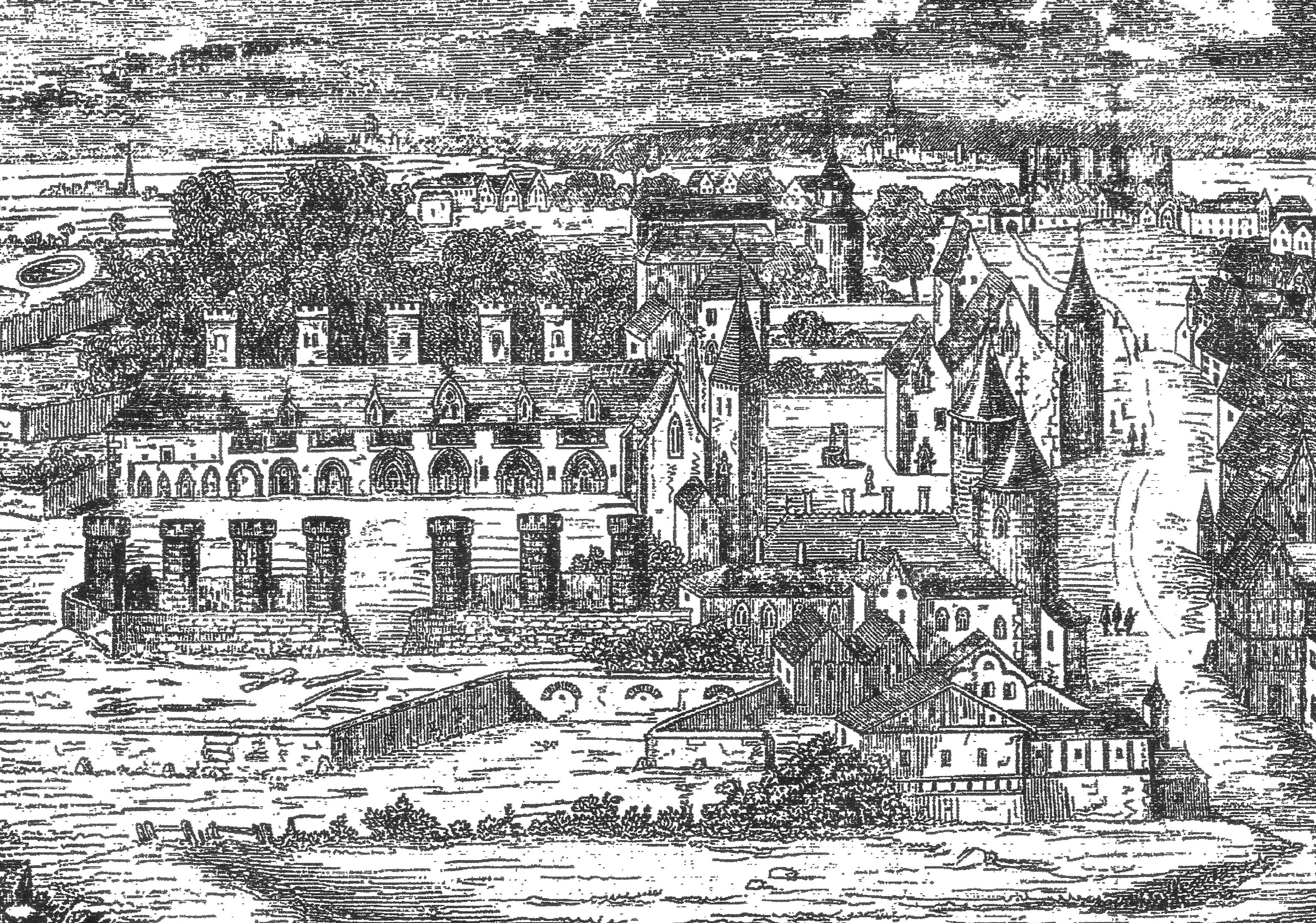
L'hôtel des Tournelles au XVIe siècle. En arrière plan, on distingue la Bastille.

L’hôtel des Tournelles était un ensemble de bâtiments édifié, à partir du XIVe siècle à Paris, au nord de l'actuelle place des Vosges. Longtemps résidence des rois de France, bien que peu d'entre eux y aient séjourné, c'est notamment dans cet hôtel que les rois Louis XII puis Henri II décèdent. Après la mort de ce dernier, la veuve du roi, Catherine de Médicis, délaisse ce palais jugé démodé, qui est alors transformé en dépôt de poudre puis vendu pour financer l'édification d'un palais à l'italienne, celui des Tuileries.

## Origine du nom
Le nom d'hôtel des Tournelles vient de la grande quantité de tourelles dont cet hôtel était hérissé, suivant l'usage de l'époque, comme le montre l'ancien dessin publié ci-dessus. Tournelle est un diminutif de tour qui signifie « petite tour ». On donnait aussi le nom de tournelles à des tours flanquant des courtines, mais dont l'étroite circonférence ne pouvait contenir qu'un très petit nombre de défenseurs.

## Emplacement et description

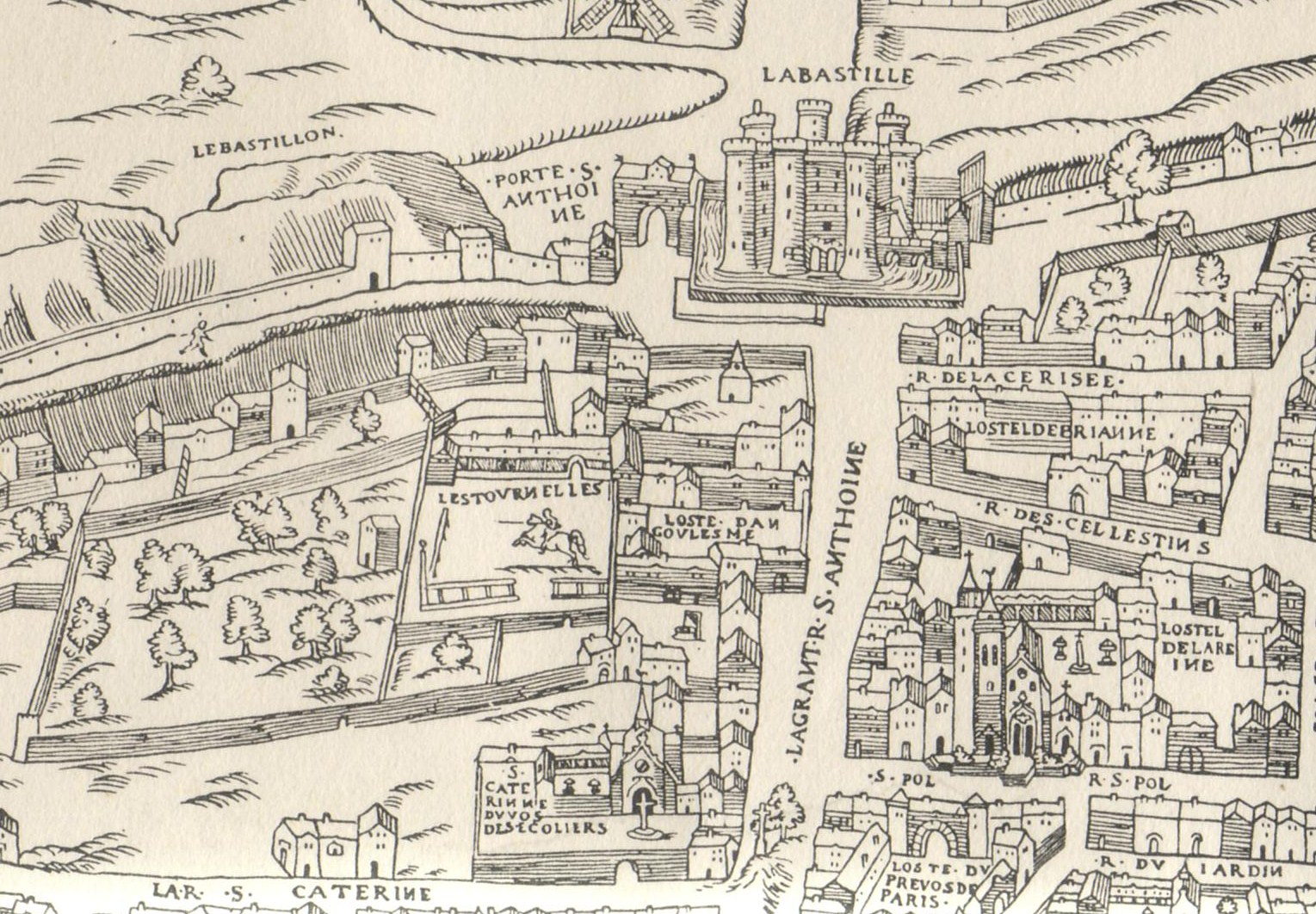
Le quartier de l'hôtel des Tournelles en 1550.

L’hôtel des Tournelles était situé sur le côté nord de l’actuelle place des Vosges. Au début du XVe siècle, l’ensemble du domaine s’étendait sur un énorme quadrilatère compris entre la rue Saint-Antoine, la rue des Tournelles, la rue de Turenne et au-delà de la rue Saint-Gilles, qui fut percée à l’intérieur du parc du domaine. 
Durant l’occupation de Paris par les Anglais (de 1420 à 1436), le duc de Bedford l’étendit encore par l’achat de huit arpents et demi aux religieuses de Sainte-Catherine, contre la somme de deux cent livres seize sous, prolongeant ainsi la propriété jusqu’à l’enceinte fortifiée de Paris, alors située à l’emplacement de l’actuel boulevard Richard-Lenoir. Cette extension fut annulée en 1437 après le départ des Anglais. L'entrée principale de l'hôtel se trouvait au fond de ce qui est aujourd’hui l’impasse Guéménée, appelée autrefois « Ha!-Ha! », d'après l'expression de dépit exprimée par ceux qui se fourvoyaient dans l'impasse. On prétend que six mille personnes pouvaient y vivre à leur aise.

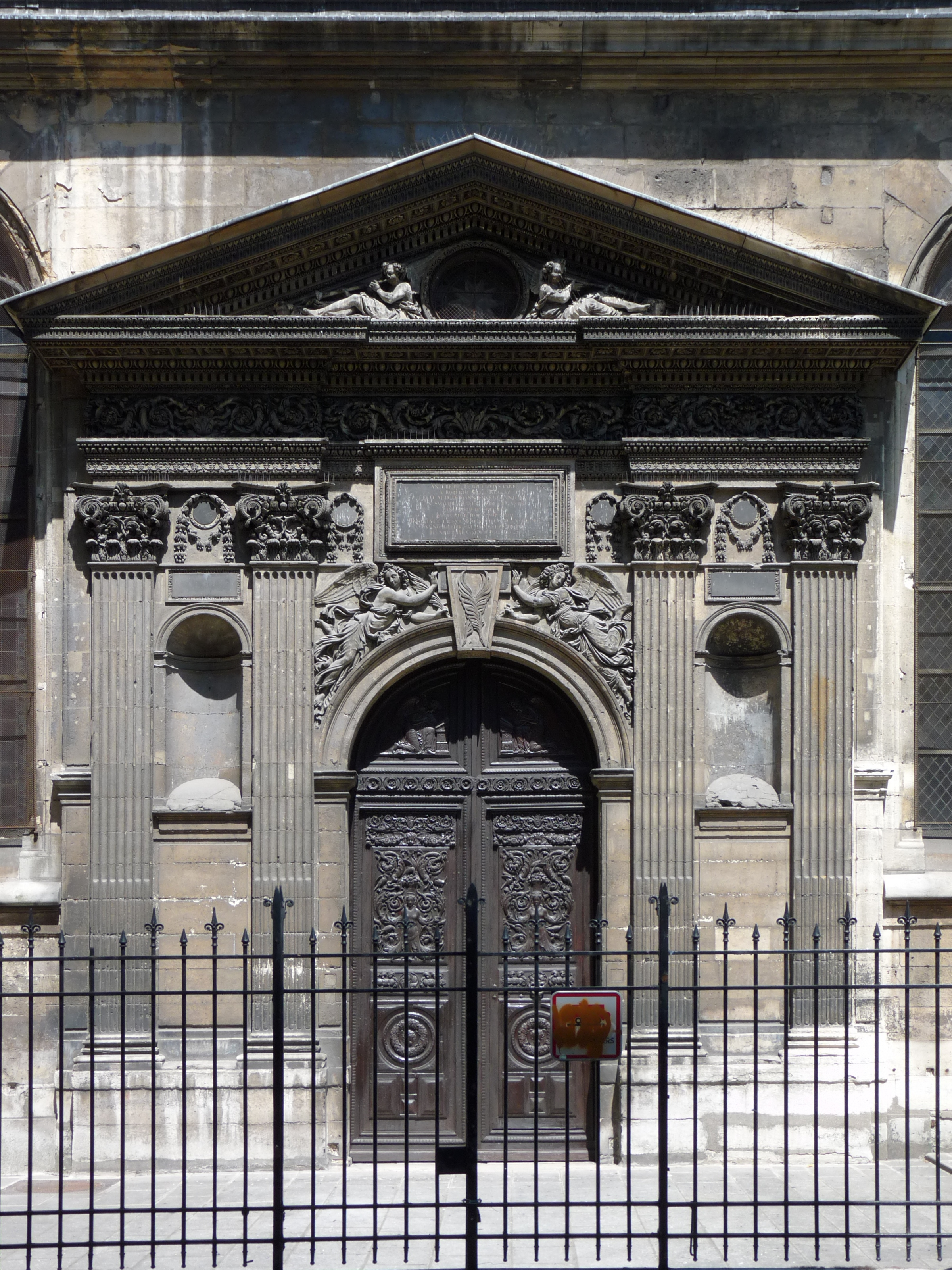
Copie d'une porte à Saint-Nicolas-des-Champs.

À l’image de l’hôtel Saint-Pol, l’hôtel des Tournelles comprenait un ensemble de bâtiments répartis sur un terrain de plus de vingt arpents, une vingtaine de chapelles, de nombreux préaux, des étuves, douze galeries dont la fameuse galerie des courges construite par le duc de Bedford, ainsi nommée en raison de sa décoration de courges vertes peintes sur les murs. Sur ses combles, couverts de tuiles, étaient représentées ses armes, devises et armoiries. Le domaine comprenait aussi un labyrinthe nommé Dedalus, deux parcs plantés d’arbres, six jardins potagers et un champ labouré. La chambre du conseil était remarquable par ses ornements de la plus grande magnificence. Trois autres salles portaient le nom de salle des Écossais, salle de brique et salle pavée. Une partie de l'hôtel des Tournelles portait le nom de Logis du Roi dont la porte d’entrée était décorée d’un écusson aux armes de France, peint par Jean de Boulogne, dit de Paris.
En 1464, Louis XI fit construire une galerie qui, partant de ce logis, traversait la rue Saint-Antoine pour aboutir à l'Hôtel-Neuf de madame d'Étampes. Il fit également construire un observatoire pour son médecin, le docteur Jacques Coitier. Par la suite des ménageries à l’image de celles de l’hôtel Saint-Pol furent ajoutées, qui reçurent une partie des animaux qui étaient précédemment hébergés dans cette dernière. De nouveaux spécimens furent importés d’Afrique, dont des lions, ce qui valut aux enclos le nom d’hôtel des lions du Roi.
Aujourd'hui, il ne reste plus aucun vestige de l’hôtel, si ce n’est la copie d’une de ses portes, qui occupe le portail sud de l'église Saint-Nicolas-des-Champs, et quelques caves enfouies sous certains immeubles du quartier.

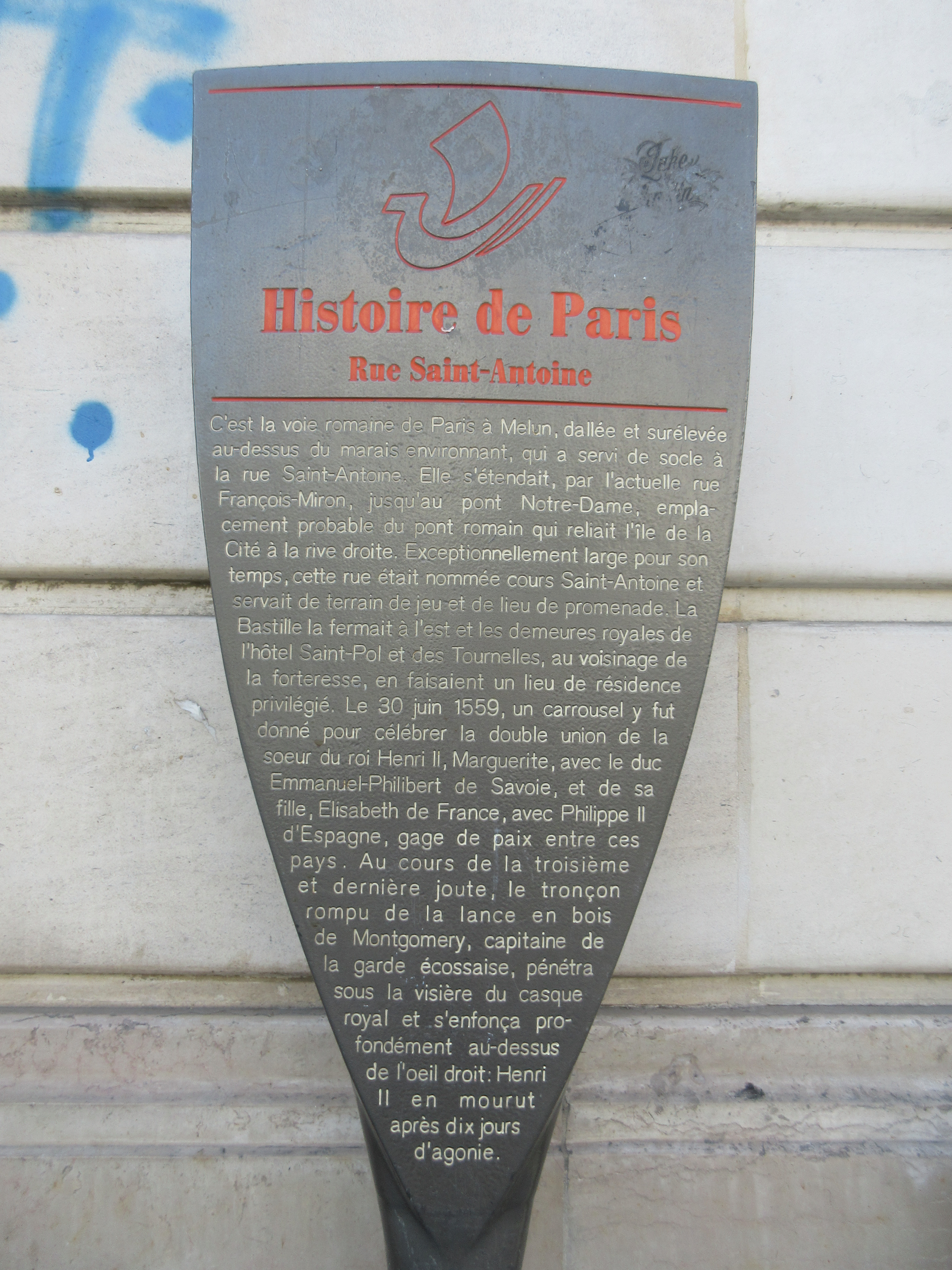
Panneau Histoire de Paris
« Rue Saint-Antoine »

## Historique

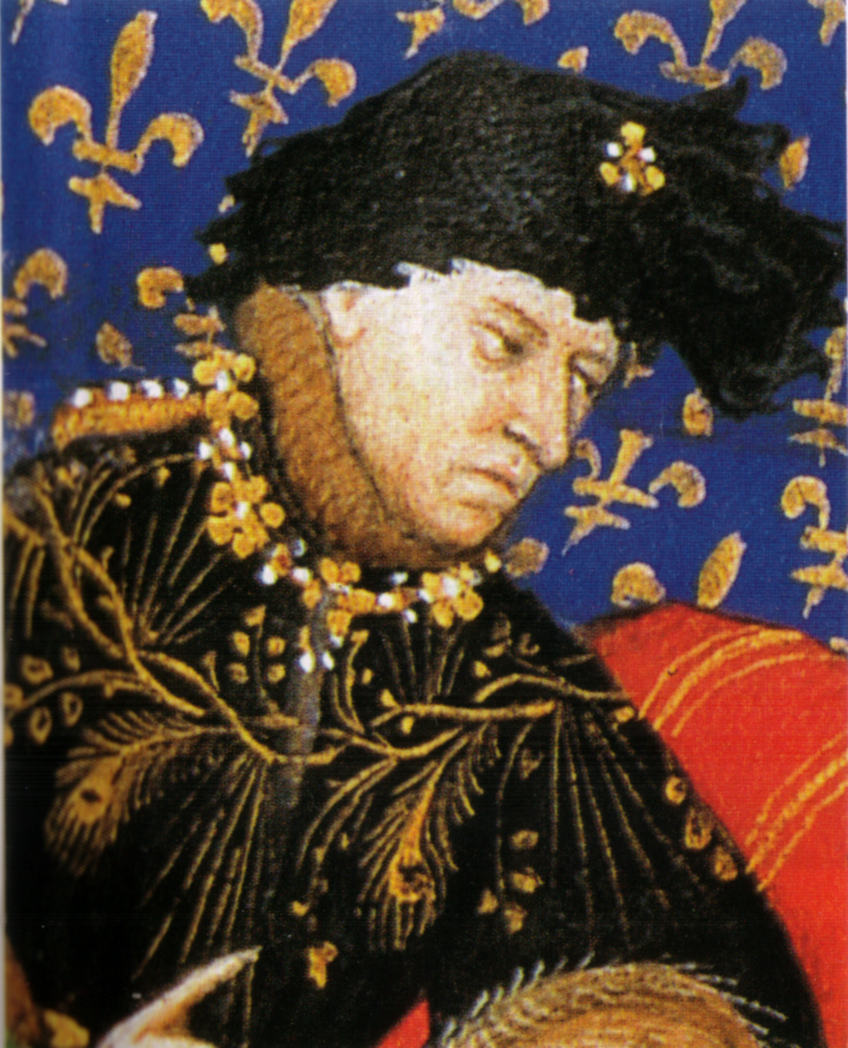
Charles VI. Détail d'une miniature des Dialogues de Pierre Salmon, Bibliothèque de Genève.

Au début du XIVe siècle, ce qui allait plus tard devenir l’hôtel des Tournelles n’était qu’une maison située face à l’hôtel Saint-Pol, résidence royale sous les premiers rois de la maison de Valois. Elle était alors la propriété de Pierre d'Orgemont, seigneur de Chantilly et chancelier de France et du Dauphiné sous le roi Charles VI, qui la fit reconstruire en 1388. Il est possible que cette maison ait été précédemment la propriété de Jean d'Orgemont, son père présumé. Le 19 mars 1387, Pierre d'Orgemont fit, de son vivant, le partage de ses biens entre ses dix enfants. Il légua sa « maison des Tournelles » à son fils ainé Pierre, évêque de Paris, qui l'habitait déjà.
Après la mort de son père en 1389, l'évêque vendit la maison le 16 mai 1402 pour 140 000 écus d’or au duc de Berry, frère de Charles V, le commanditaire du célèbre manuscrit enluminé des « Très Riches Heures ». En 1404, le duc de Berry le céda à son neveu Louis, duc d’Orléans, frère cadet du roi Charles VI, en échange de l’hôtel de Gixé, rue de Jouy. Le duc d’Orléans ayant été assassiné le 23 novembre 1407, l’hôtel fut dévolu à ses héritiers, puis devint la propriété du roi Charles VI le Fol, et sa demeure à partir de 1417. Il prit alors le nom de Maison royale des Tournelles.
En conséquence du traité de Troyes, qui livra la couronne de France au fils à naître d'Henri V d'Angleterre et de Catherine de Valois, les Anglais entrèrent dans Paris le 18 novembre 1420. Après la mort du roi Charles VI, le 22 octobre 1422 à Paris, l’hôtel fut d’abord mis sous séquestre avant de devenir la résidence princière du duc de Bedford, frère cadet d'Henri V d'Angleterre et régent du royaume de France après la mort de celui-ci, jusqu’à la majorité de son neveu Henri VI d'Angleterre.

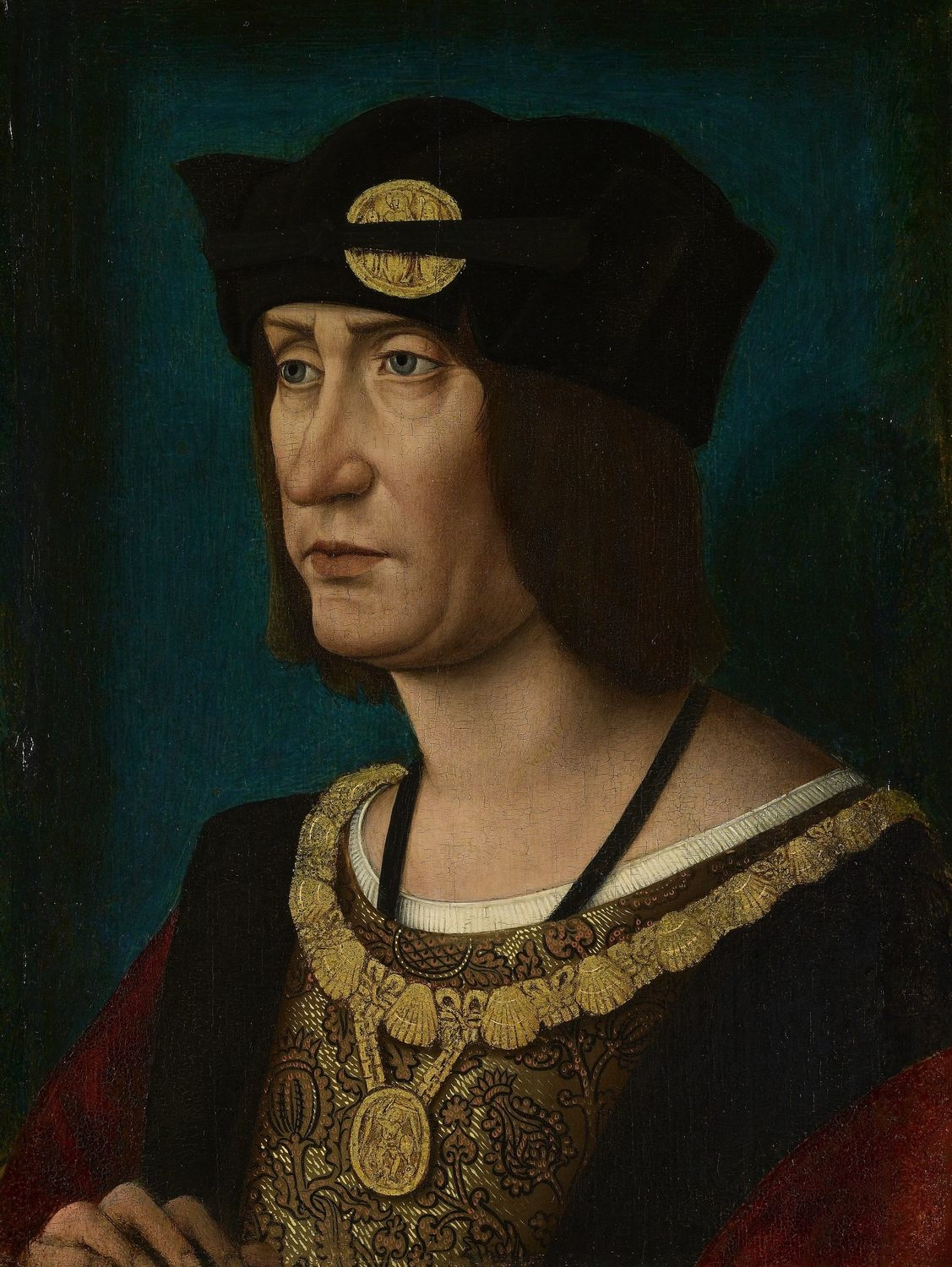
Le roi Louis XII.

En 1436, après la libération de Paris de l’occupation anglaise, Charles VII rendit l’hôtel à ses cousins d’Orléans. Devenant alors la propriété de Jean d'Orléans, comte d’Angoulême, il prit provisoirement le nom d’hôtel d’Angoulême. À la mort de Jean d'Orléans en 1467, il revint à sa veuve, Marguerite de Rohan, qui le légua en 1486 à son fils Charles, père de François Ier. L'hôtel redevint ainsi résidence royale. En 1563, il est encore appelé « hôtel des Tournelles et d'Angoulême ».
Cependant, avant même que l'hôtel ne redevienne propriété de François Ier, différents rois y résidèrent plus ou moins longuement, au XVe siècle, à l'image de Louis XI, qui y fit quelques brefs séjours :
« Item, le jeudy ensuivant (1er juin 1440), vint le Delphin (le futur Louis XI) à Paris et fut logé en l’ostel des Tournelles, emprès de la porte Sainct-Anthoine, et n’y demoura que une nuyt, ne se monstra point à Paris, ne son pere le roy ny vint point..»
Fuyant les festivités de son sacre, le nouveau roi vint s'y réfugier le mardi 1er septembre 1461 après diner mais était déjà parti à Tours le 25 septembre.
Ses successeurs Charles VIII et Louis XII y séjournèrent peu, quoique ce dernier y mourut le 1er janvier 1515. De même, François Ier ne l'habita pas, lui préférant le château de Fontainebleau, le palais du Louvre et les châteaux de la Loire. Il y logea cependant sa mère, Louise de Savoie, puis sa maitresse Anne de Pisseleu, tradition reprise plus tard par Henri II qui y logea sa favorite Diane de Poitiers. En 1524, le mage Cornélius Agrippa y séjourna sous le nom d’Agrippa de Nettesheim, en qualité de médecin et d'astrologue de Louise de Savoie, à qui il faisait prétendument apparaître des personnes mortes ou vivantes.

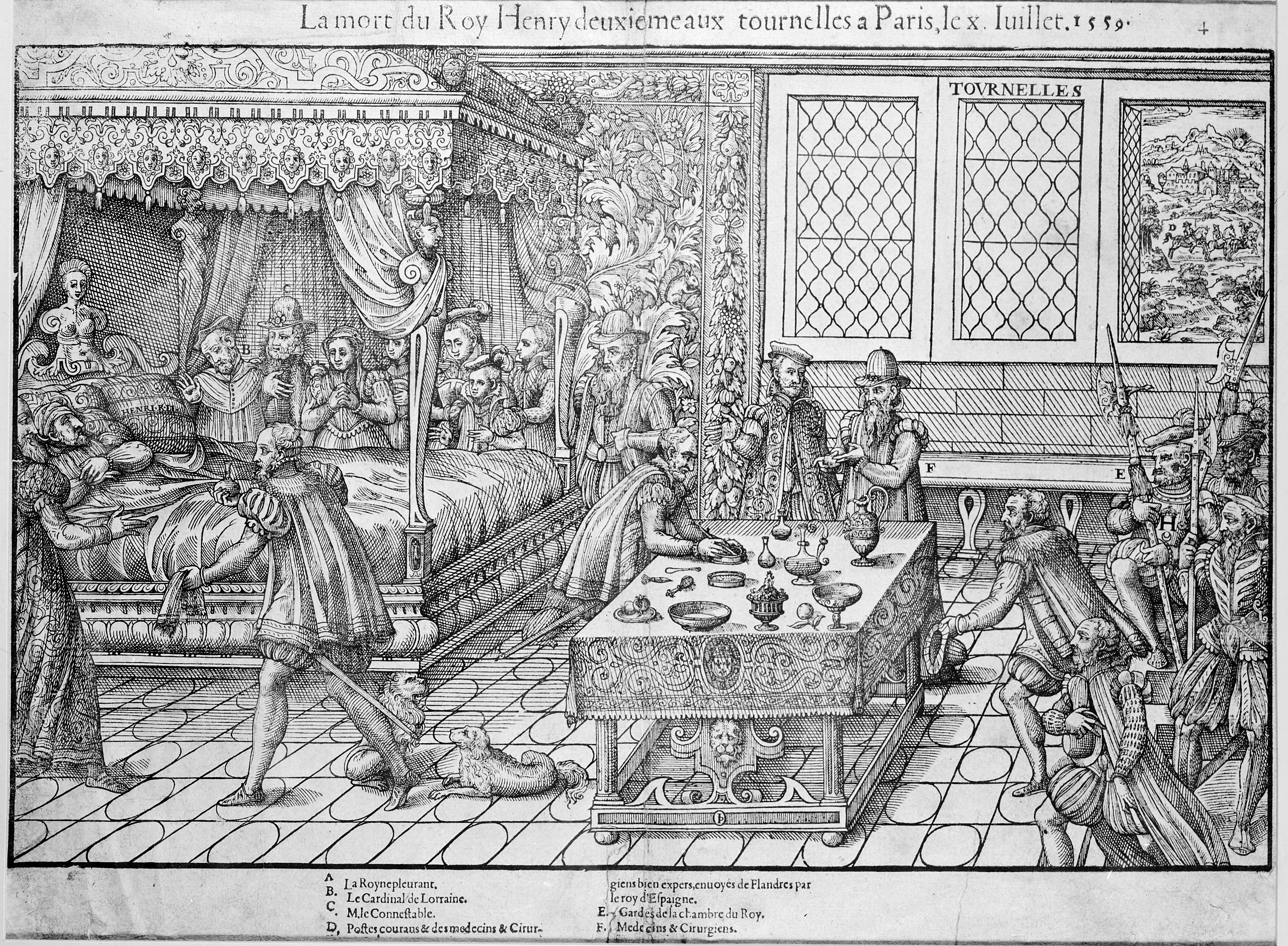
L'agonie d'Henri II à l'hôtel des Tournelles.

L’hôtel connut de nombreuses festivités, fastueuses ou insolites, telle la « danse macabre » exécutée le 23 août 1451 devant le duc d’Orléans. Henri II y fêta son sacre en 1547, puis la signature des traités du Cateau-Cambrésis en 1559. La dernière fête eut lieu la même année 1559, avec le double mariage d'Élisabeth de France avec Philippe II d’Espagne et de Marguerite de France, sœur du roi, avec le duc de Savoie. À cette occasion, un tournoi fut organisé le 29 juin rue Saint-Antoine, la plus large rue de Paris à l’époque, puisqu’elle avait les dimensions qu’on lui connaît de nos jours. Au cours d’une joute se déroulant devant l’actuel hôtel de Sully, Henri II fut grièvement blessé d’un coup de lance accidentel par Gabriel de Lorges, comte de Montgomery, capitaine de sa Garde écossaise. Transporté à l’hôtel des Tournelles, le roi y mourut le 10 juillet 1559 après une terrible agonie, malgré les tentatives du célèbre chirurgien Ambroise Paré et du chirurgien particulier du roi d'Espagne, André Vésale.
Catherine de Médicis, princesse italienne élevée dans les palais romains, n'appréciait pas cette résidence à l'aspect médiéval, qui par surcroît avait vu la mort tragique de son époux. Une fois régente, elle fit donc transformer l'hôtel en arsenal puis organisa sa cession et sa démolition. Le 28 janvier 1563, elle faisait écrire au nom de Charles IX, son fils, des lettres patentes ordonnant la démolition de l’hôtel des Tournelles. Celle-ci se fit par étapes, et finança les grands travaux que la régente avait entrepris dans les résidences royales les plus récentes de Paris, en particulier au château de Madrid et au palais des Tuileries. Une partie des matériaux fut d'ailleurs réemployée pour la construction de ce palais. Les écuries furent réutilisées pour créer le très important Marché-aux-chevaux, où deux mille ventes avaient lieu chaque samedi. Certaines parcelles furent vendues, mais il demeura un vaste terrain dégagé qui servit aux manœuvres militaires et qui était aussi le lieu habituel de duels sanglants. C'est le 27 avril 1578, à cinq heures du matin, qu'eut lieu le fameux duel des mignons du roi Henri III ; Caylus, Maugiron et Livarot, s'y battirent contre Entraguet, Ribérac et Schomberg. Tous les six furent tués ou grièvement blessés. En janvier 1589, l'endroit servit de terrain d'exercice militaire pour les mercenaires chargés de la défense de la ville contre Henri IV.

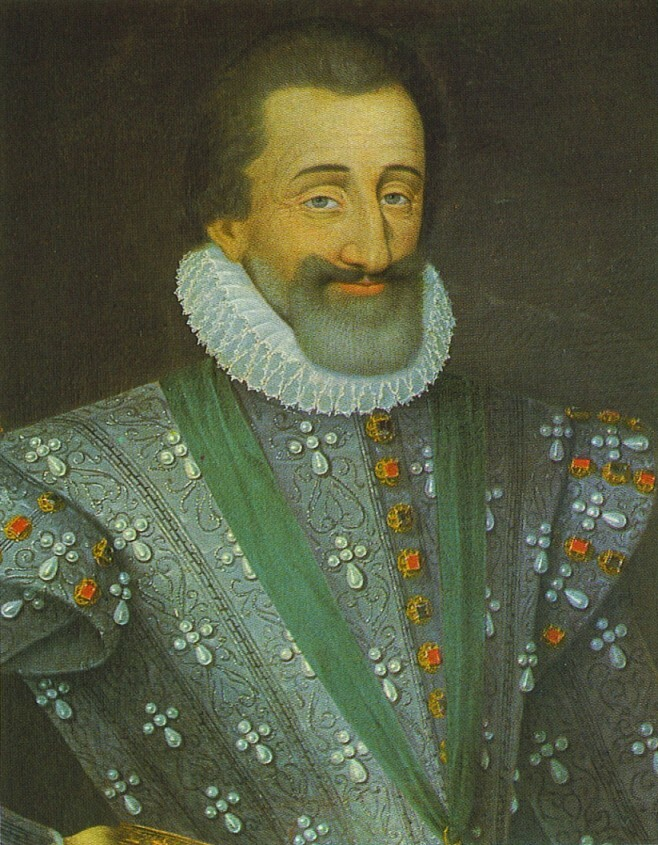
Le roi Henri IV.

En août 1603, Henri IV tenta de réutiliser une partie des bâtiments restants pour y créer une manufacture de fils de soie, d’or et d’argent. Mais l’entreprise périclita malgré les deux cents ouvriers italiens qui y travaillaient. Finalement, le 4 mars 1604, Henri IV rédigea un édit donnant instruction à son ministre Sully de faire mesurer le site. Il fit donation d’une parcelle de 6 000 toises aux principaux nobles pour qu’ils y construisent des pavillons, aux conditions de respecter le tracé conçu par les architectes Androuet du Cerceau et Claude Chastillon, le choix des matériaux à utiliser et les dimensions principales.
Le 29 mars 1605, Henri IV écrivit à Sully :
« Mon amy, ceste-cy sera pour vous prier de vous souvenir de ce dont nous parlasmes dernièrement ensemble, de cette place que je veux que l'on fasse devant le logis qui se fait au marché aux chevaux pour les manufactures, afin que si vous n'y avez esté vous alliez pour la faire marquer: car baillant le reste des autres places a cens et rente pour bastir, c'est sans doute qu'elles le seront incontinent et je vous prie de m'en donner les nouvelles. »
La place Royale, future place des Vosges, était née.
Cette création entraine le départ du marché aux chevaux qui vient s'installer hors de Paris, à côté du marché aux pourceaux. Il y restera jusqu'en 1633.

## L'hôtel des Tournelles et ses alentours selon Victor Hugo
Derrière, s'élevait la forêt d'aiguilles du palais des Tournelles. Pas de coup d'œil au monde, ni à Chambord, ni à l'Alhambra, plus magique, plus aérien, plus prestigieux que cette futaie de flèches, de clochetons, de cheminées, de girouettes, de spirales, de vis, de lanternes trouées par le jour qui semblaient frappées à l'emporte-pièce, de pavillons, de tourelles en fuseaux, ou, comme on disait alors, de tournelles, toutes diverses de formes, de hauteur et d'attitude. On eût dit un gigantesque échiquier de pierre.
Au-delà des Tournelles, jusqu'à la muraille de Charles V, se déroulait avec de riches compartiments de verdure et de fleurs un tapis velouté de cultures et de parcs royaux, au milieu desquels on reconnaissait, à son labyrinthe d'arbres et d'allées, le fameux jardin Dédalus que Louis XI avait donné à Coictier. L'observatoire du docteur s'élevait au-dessus du dédale comme une grosse colonne isolée ayant une maisonnette pour chapiteau, il s'est fait dans cette officine de terribles astrologies. Là est aujourd'hui la place Royale.

## Remarque
L'hôtel des Tournelles ne doit pas être confondu avec le château de la Tournelle, construit au XVIe siècle sur les ruines d’une ancienne tour, et qui était situé en bord de Seine, sur le quai qui porte son nom, approximativement à l’emplacement actuel du restaurant La Tour d'Argent.